# Minimelanolocus curvisporus
Minimelanolocus curvisporus är en svampart som beskrevs av Heredia, R.M. Arias & M. Reyes 2001. Minimelanolocus curvisporus ingår i släktet Minimelanolocus, divisionen sporsäcksvampar och riket svampar.   Inga underarter finns listade i Catalogue of Life.